# Крупський Млин (гміна)
Гміна Крупський Млин (пол. Gmina Krupski Młyn) — сільська гміна у південній Польщі. Належить до Тарноґурського повіту Сілезького воєводства. Центром цієї гміни є село Крупський Млин.
Станом на 31 грудня 2011 у гміні проживало 3352 особи.

## Територія
Згідно з даними за 2007 рік площа гміни становила 39.42 км², у тому числі:
- орні землі: 5,00%
- ліси: 83,00%

Таким чином, площа гміни становить 6,13% площі повіту.

## Населення
Станом на 31 грудня 2011:
| Опис     | Загалом | Загалом | Чоловіки | Чоловіки | Жінки | Жінки |
| -------- | ------- | ------- | -------- | -------- | ----- | ----- |
| одиниця  | осіб    | %       | осіб     | %        | осіб  | %     |
| все      | 3352    | 100     | 1650     | 49.22    | 1702  | 50.78 |
| міське   | 0       | 100     | 0        |          | 0     |       |
| сільське | 3352    | 100     | 1650     | 49.22    | 1702  | 50.78 |

## Сусідні гміни
Гміна Крупський Млин межує з такими гмінами: Вельовесь, Завадзьке, Люблінець, Павонкув, Творуґ.